# Zombie Live
 (octobre 2022).
Si vous disposez d'ouvrages ou d'articles de référence ou si vous connaissez des sites web de qualité traitant du thème abordé ici, merci de compléter l'article en donnant les références utiles à sa vérifiabilité et en les liant à la section « Notes et références ».
Albums de Rob Zombie
Spookshow International Live
(2015)
Zombie Live est le premier album live du groupe américain de metal industriel Rob Zombie.

## Présentation
Zombie Live fut enregistré durant la tournée de Educated Horses au DTE Energy Music Theatre à Détroit. En plus de ses chansons solo, Zombie chante aussi des chansons de White Zombie comme Thunder Kiss '65
L'album a atteint le numéro 57 sur le Billboard 200, vendant plus de 15 000 exemplaires lors de la première semaine.
L'album est sorti le 23 octobre 2007 sous le label Geffen.

## Liste des morceaux
1. Sawdust In The Blood
2. American Witch
3. Demon Speeding
4. Living Dead Girl
5. More Human Than Human
6. Dead Girl Superstar
7. House Of 1000 Corpses
8. Let It All Bleed Out
9. Creature Of The Wheel
10. Demonoid Phenomenon
11. Super Charger Heaven
12. Never Gonna Stop (The Red Red Kroovy)
13. Black Sunshine
14. Superbeast
15. The Devil's Rejects
16. Lords of Salem
17. Thunder Kiss '65
18. Dragula

## Formation
- Rob Zombie : chant
- John 5 : guitare
- Piggy D : basse
- Tommy Clufetos : batterie